# Hypnospace Outlaw
Hypnospace Outlaw est un jeu vidéo d'aventure développé par Tendershoot et édité par No More Robots, sorti en 2019 sur Windows, Mac et Linux.

## Système de jeu
Hypnospace Outlaw se déroule dans une version alternative de 1999. Le joueur navigue dans un navigateur web fictif nommé Hypnospace qui parodie l'internet des années 90. Le joueur a pour tâche de patrouiller les diverses pages web créées par des utilisateurs fictifs et signaler les contenus qui enfreignent les règlements de l'application, notamment le contenu qui tombe dans le cyberharcèlement ou qui contient des virus.

## Accueil
Le jeu a reçu trois nominations lors de l'Independent Games Festival 2019 dans les catégories Grand prix Seumas-McNally, Excellence en Arts visuels et Excellence en Son ainsi que deux mentions honorables dans les catégories Prix Nuovo et Excellence en Design.